# Stadio Vero Boquete de San Lázaro
Lo stadio San Lázaro, ufficialmente stadio Municipale Vero Boquete de San Lázaro, è lo stadio di calcio di Santiago di Compostela, in Spagna. Nel 2018 fu intitolato a Verónica Boquete, calciatrice della città.
Ha una capacità di 16 666 spettatori e ospita le partite casalinghe delle due squadre di Compostela, la Sociedad Deportiva Compostela e la Ciudad de Santiago.
Lo stadio, di forma ovale, ha il campo circondato da una pista di atletica.
La sua inaugurazione è avvenuta il 24 giugno 1993, con la disputa di un quadrangolare a cui presero parte gli spagnoli del Deportivo La Coruna e del Tenerife, gli argentini del River Plate e i brasiliani del San Paolo. La prima partita tra Deportivo e River è stata decisa dal gol di Bebeto, che è così diventato il primo marcatore del nuovo stadio.